# Museo etnografico trentino San Michele
Il METS - Museo etnografico trentino San Michele (in sigla METS), precedentemente noto come Museo degli usi e costumi della gente trentina (in sigla MUCGT), è un museo etnografico con sede a San Michele all'Adige, in provincia di Trento.
È considerato, sotto il profilo della tecnologia popolare, il più importante d'Italia e tra i più significativi d'Europa.

## Storia dell'edificio
Il museo si trova in un ex monastero di canonici agostiniani regolari, ultimo baluardo meridionale del monachesimo tedesco. Il convento collocato presso l’antica confluenza del torrente Noce e fiume Adige era stato fondato negli anni 1144/45 dai conti di Appiano, con l'assistenza del vescovo di Trento Altemanno, parallelamente all'istituzione dei conventi dei canonici regolari di Novacella presso Bressanone e di Santa Maria in Au presso Bolzano. Dagli Appiano, infatti, la prepositura agostiniana ricavò il proprio emblema araldico, che ancora oggi vediamo anche sullo stemma del comune di San Michele: la mezzaluna e la mezza stella.

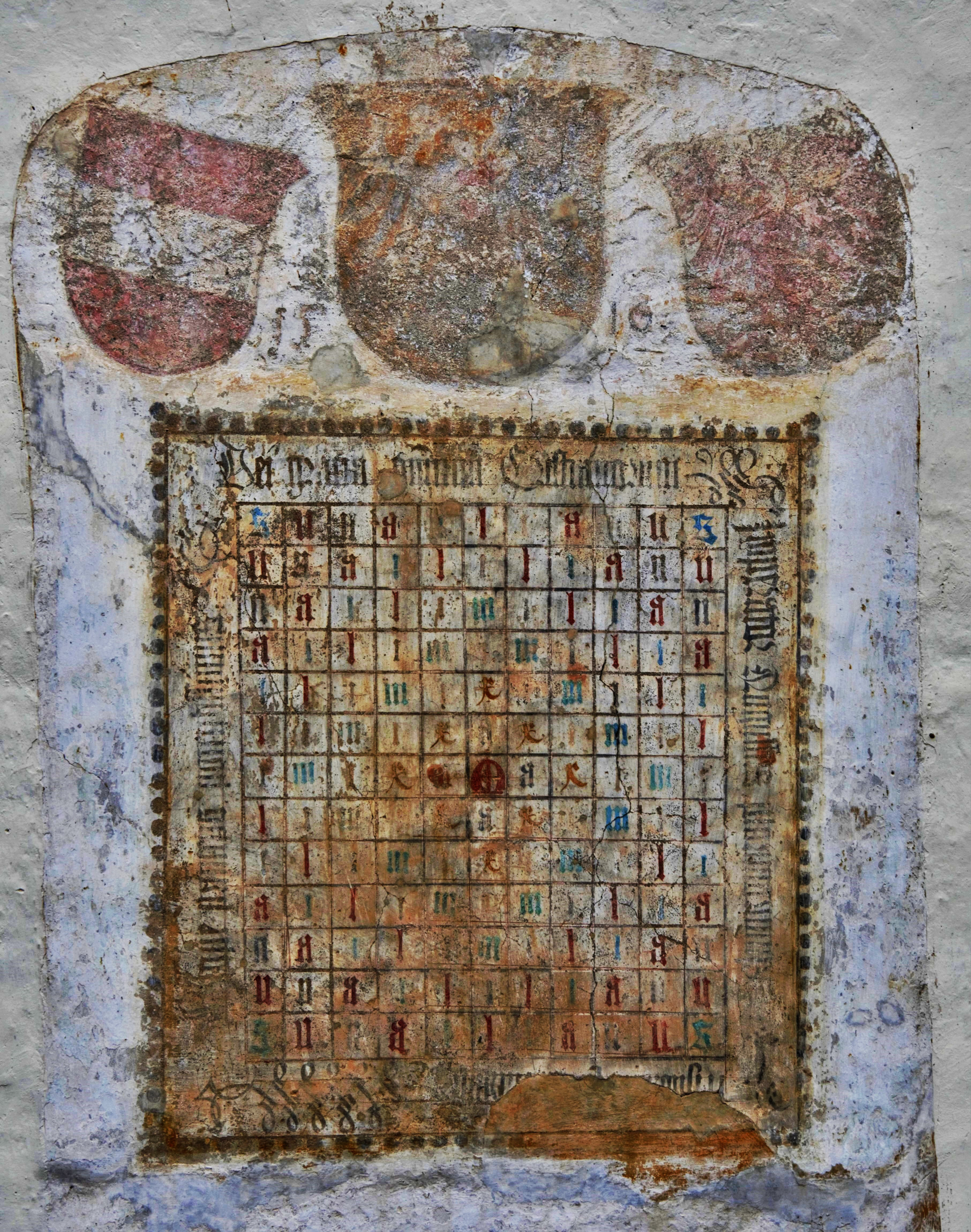
Affresco nel cortile del Museo

Nel cortile del monastero si trova un curioso gioco enigmistico affrescato del 1516, dedicato alla visita dell’imperatore Massimiliano I d'Asburgo. Di lui, a partire dalla lettera 'M' centrale, è possibile leggere il nome MAXIMILIANUS non meno di 143 volte. A quell’epoca, la residenza prelatizia, con le sue eleganti logge rinascimentali, aveva raggiunto un aspetto non dissimile dall’attuale. Più tarde, sei-settecentesche, sono la sistemazione della chiesa arcipretale, con la splendida facciata barocca, l’ala settentrionale del monastero, con i suoi massicci torrioni cilindrici.
In concomitanza dell’invasione napoleonica del Tirolo, i canonici furono costretti ad allontanarsi dal monastero, permettendo così la spoliazione dell’edificio da parte degli ussari e dei paesani.
Nel 1807 si decretò lo scioglimento del monastero, che nel 1868 venne acquistato dalla Dieta tirolese. A partire dal 1874 divenne sede dell'Istituto agrario, sotto la guida di Edmund Mach. L’Istituto divenne presto baluardo di un’agricoltura scientificamente fondata, al passo con i tempi, tanto sotto il profilo agronomico, tanto sotto quello socio-economico.
Infine, nel 1968 e dopo un intenso triennio di lavoro, grazie al trasferimento dell’Istituto agrario e all’intuizione museografica di Giuseppe Šebesta, l’edificio diventa sede del Museo degli Usi e Costumi della Gente Trentina.

## Il Museo
Il Museo concretizza le idee del fondatore in un ricco percorso espositivo che attraversa ben 43 sale, snodandosi dal basso verso l'alto in senso elicoidale e articolandosi su 5 livelli, in 25 diverse sezioni, con un patrimonio di più di 13.000 oggetti di cui circa la metà esposti, tra i quali spiccano quattro grandi macchine idrauliche originali: il mulino, la fucina, la noria e la segheria veneziana.

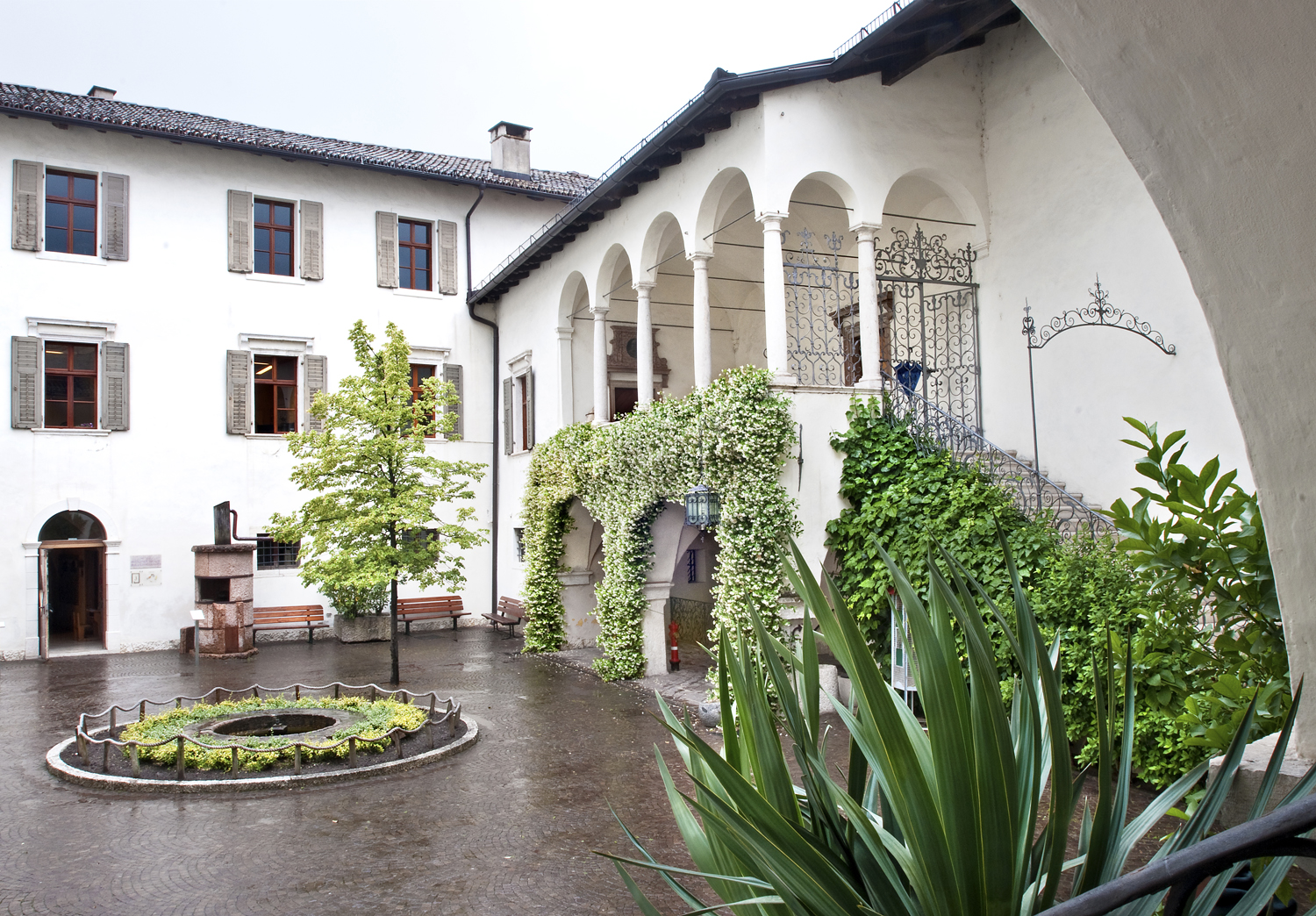
Cortile del MUCGT

L’idea di base è quella di distinguere nella realtà contadina tradizionale alcune filiere tecnologiche ben definite, denominate appunto “canali chiusi”, e di rappresentarle nel Museo collocando strumenti e manufatti nell’ordine stesso in cui essi occorrono all’interno di una data sequenza colturale o tecnologica. A loro volta, questi temi sono organizzati in una gerarchia razionale, che segue le caratteristiche strutturali dell’edificio: le attività legate all’agricoltura si trovano al pian terreno, l’artigianato ai piani intermedi, la socialità e il simbolico al piano elevato. La struttura risulta così essere quella di un’elica ascendente.
Il Museo si distingue per l'attenzione dedicata al sistema agrosilvopastorale della montagna trentina: un sistema che tradizionalmente integrava la coltura dei cereali a un’attenta gestione delle risorse boschive e all’allevamento ovi-bovino. Il territorio era suddiviso in fasce colturali a seconda dell’altitudine: in fondovalle si trovava il paese con le attività produttive, gli orti e i campi coltivati a seminativo; a mezzacosta il terreno era suddiviso tra il coltivato e il prato, il cosiddetto maggengo; più in alto era il bosco da cui poter ricavare legna da ardere, legname da opera e prodotti secondari; in alto lo spazio si apriva ai pascoli d’alta quota, dove nel periodo estivo si portavano gli animali nelle malghe.
Alcune sale sono dedicate all’economia di tipo migratorio tipica delle montagne. Tradizionalmente anche in Trentino, una parte importante degli uomini abili si allontanava stagionalmente dalle valli per andare a proporre altrove il proprio mestiere: segantini, arrotini, calderai, pittori, venditori di stampe.

## Percorso espositivo

### Piano terra

#### Agricoltura

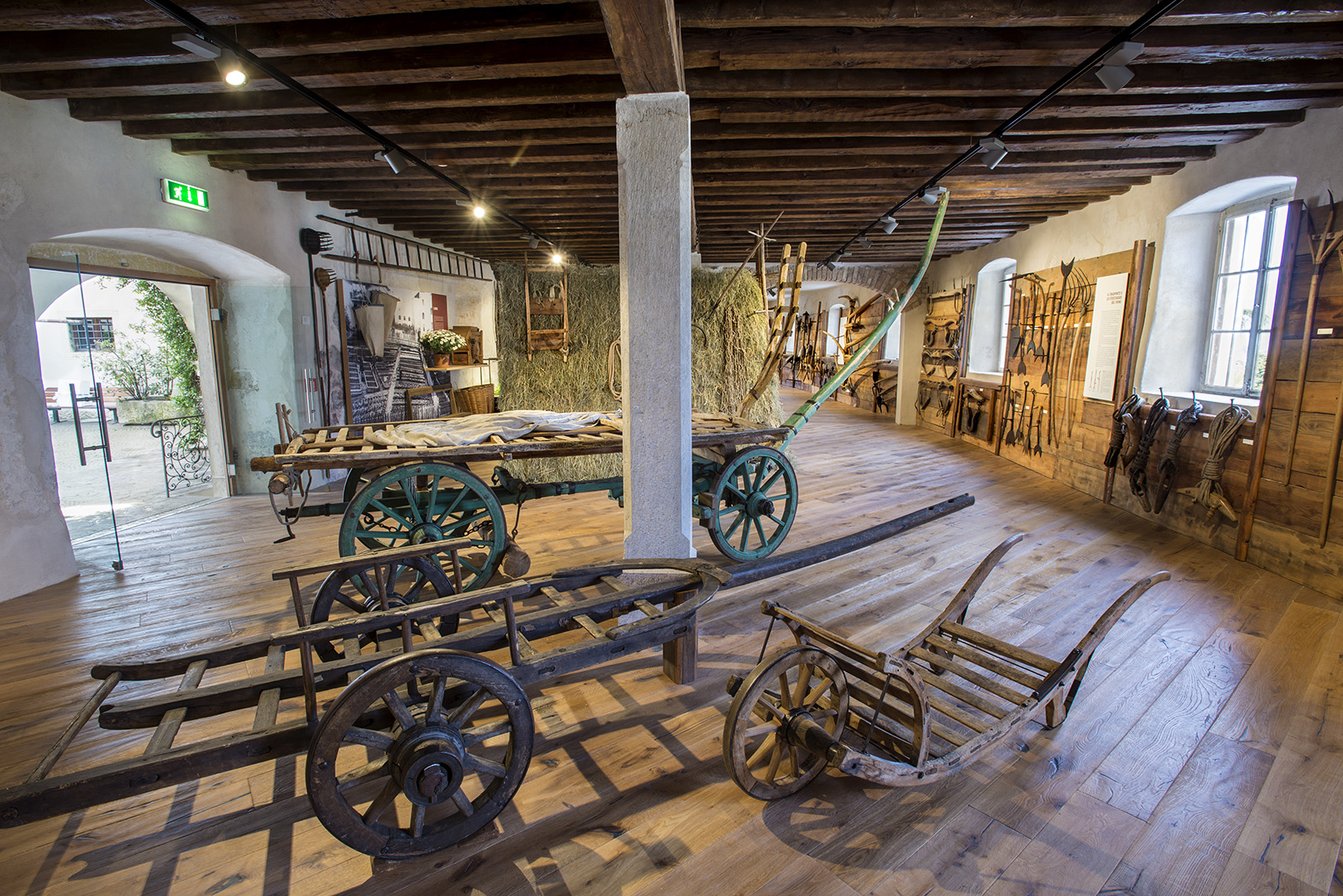
Sala Agricoltura

Dopo la prima sala, in cui campeggia un diorama che rappresenta un tipico paese trentino, circondato da campi, prati, boschi e pascoli, si apre la grande sala dedicata all’agricoltura, suddivisa in tre sezioni relative al prato, al campo e all’orto. Qui troviamo tutti gli attrezzi necessari alla fienagione (la falce fienaia, rastrelli, coti e portacoti), alla coltivazione del campo (zappe, sarchi, aratri simmetrici e voltorecchio, erpici), alla mietitura e alla trebbiatura dei cereali (falcetto, falce messoria, correggiato, crivello, vaglio e mulinello da grano). L’orto è proposto in una vecchia vasca circondata da un’ampia selezione di contenitori realizzati ad intreccio.

#### Mulino
Per farne farina, i cereali trebbiati e puliti venivano portati al mulino; lungo i corsi d’acqua del Trentino se ne contavano poco meno di un migliaio. Il mulino ad acqua ricostruito in sala risale al 1828 e proviene da Faver in val di Cembra. L’orzo esigeva una lavorazione differente e quindi, accanto alla macina per i cereali, troviamo una grande pila a percussori su base in pietra e una molazza per effettuare la pilatura. Chiude la collezione una serie di stai e setacci.

#### Fucina

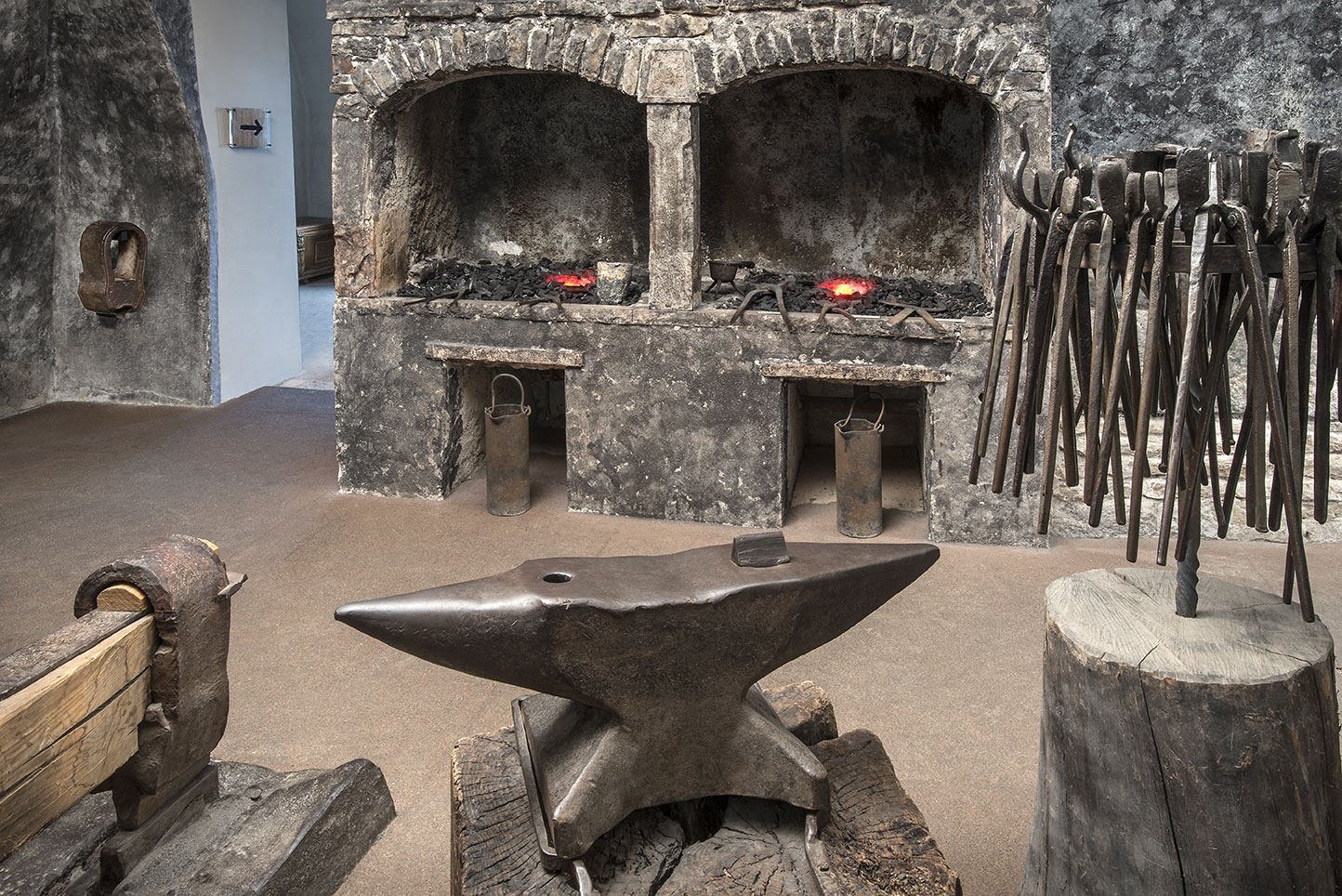
Sala fabbro ferraio

La sala contiene la ricostruzione di una piccola fucina con le attrezzature fondamentali: un maglio risalente al 1814, azionato da una ruota idraulica a pale, una forgia, una tromba idroeolica e una vasca per la tempera. Al centro, un ceppo regge l’incudine, circondata da una serie di tenaglie e martelli; nelle  vetrine, le sequenze di lavorazione di una scure, una vanga, un sarchio e un piccone.

#### Chioderia
La chioderia era la fucina in cui si producevano chiodi, bullette o brocche per le suole delle scarpe. Si trattava di laboratori costituiti da piccoli fabbricati con uno o più focolari attorno ai quali erano sistemate delle incudini, numerosi nella valle di Ledro dalla fine del Settecento.

#### Mascalcia e stalla

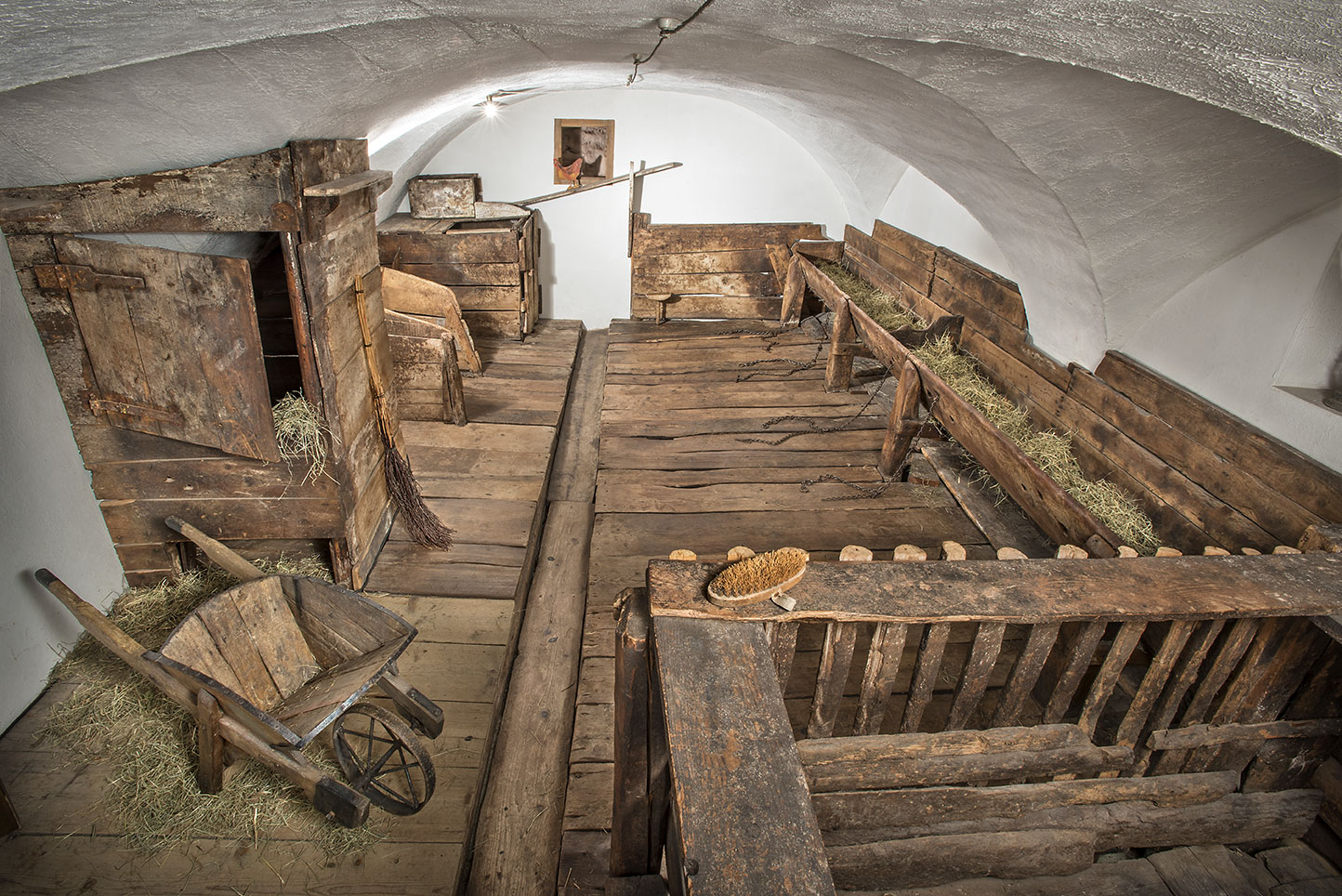
Sala Stalla

Nella corte troviamo un attrezzo fondamentale per la mascalcia: un travaglio per ferrare i buoi; nella sala è ricostruita una stalla tradizionale risalente alla fine dell’Ottocento e proveniente da Someda (Moena), che si caratterizza per l’impiantito in legno e gli avvolti a botte; non mancano lo stallotto per il maiale e il condotto del fieno.

#### Fonderia del rame
A differenza del ferro, il rame si lavora a partire dallo stato fuso e in sala è riprodotto un forno fusorio con i relativi mantici, mescoli e stampi. La battitura e la lavorazione del rame sono illustrate da un maglio a testa d’asino martelli, incudini e cesoie. Nelle vetrine, svariati esempi di artigianato del rame: paioli, pentole, secchi, caldaie da caseificio, scaldaletto, teglie rotonde, cuccume.

#### Ferro battuto
La sala propone una serie di manufatti in ferro battuto: serrature, chiavistelli, catenacci, bandelle, cerniere, chiavi. Importante è la collezione di orologi da campanile, fra cui l’antico orologio della chiesa di San Michele all’Adige costruito ad Innsbruck nel 1879.

### Primo piano

#### Fibre tessili

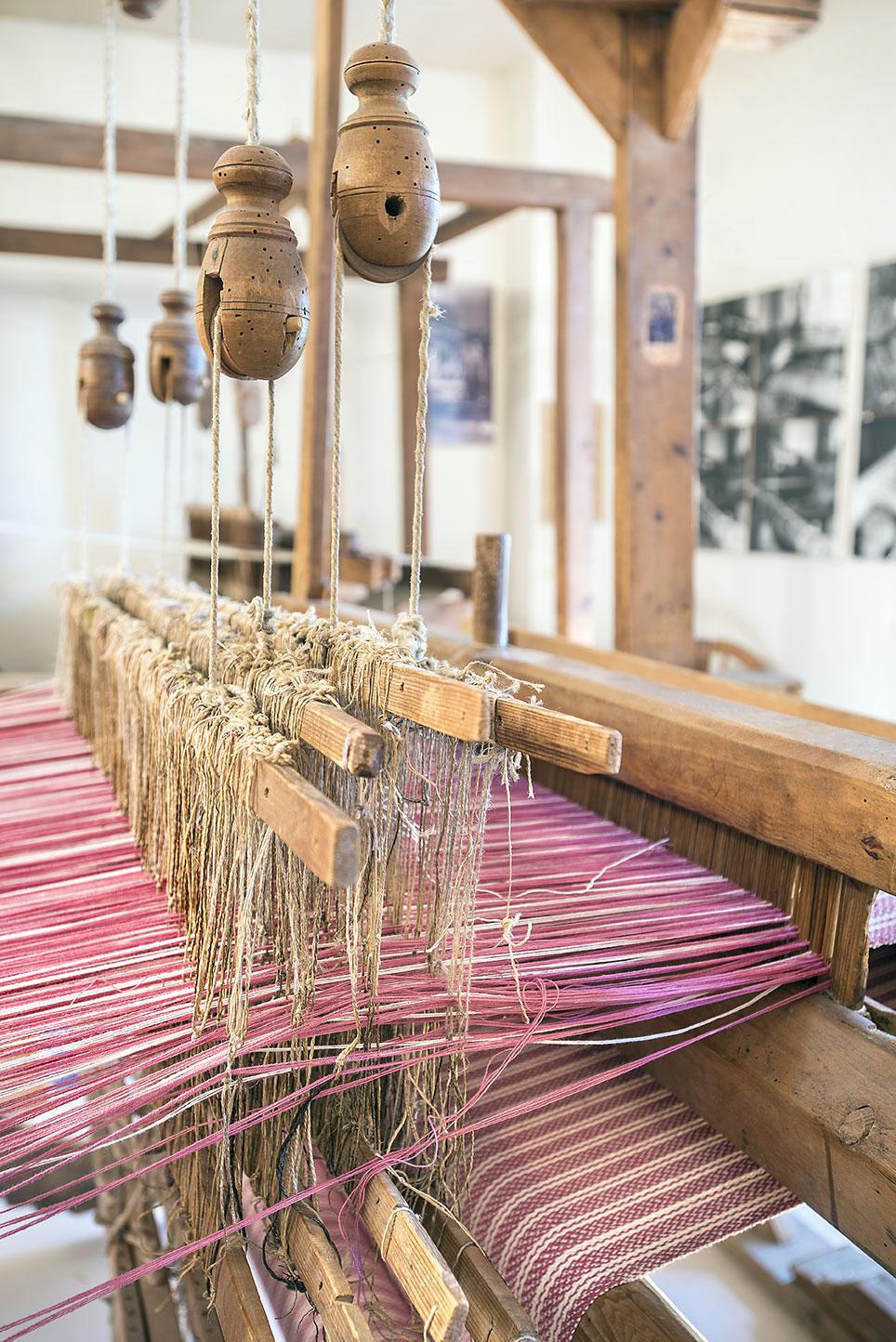
Particolare di un telaio

La sezione è articolata in tre sale dedicate alla filatura, all'orditura e alla tessitura. Nella prima, si ricostruisce la lavorazione della canapa e del lino attraverso i relativi oggetti (setacci, mazzuoli, gramole, pettini); per quanto riguarda la lana si trovano forbici da tosa, scardassi e cardi.
Gli strumenti utilizzati per la filatura sono rappresentati da rocche, fusi, filatoi a pedale. Nella sala successiva sono esposti gli orditoi, seguiti, nell’ultima sala, dai telai a due e quattro pedali accompagnati dai relativi accessori; si segnala l’esposizione di un libro di tacamenti, ovvero una serie di schemi di tessitura che si tramandava di padre in figlio.
Conclude l’esposizione una piccola sala dedicata all’allevamento del baco da seta e alla gelsicoltura.

#### Malga
Una sezione del museo è dedicata all’alpeggio. La prima sala, al cui centro è collocato un modellino che illustra la struttura della malga, composta da due edifici (la casàra e la stalla) e dal pascolo; nelle vetrine, si trovano gli oggetti relativi alla mungitura e al trasporto del latte.
Le sale seguenti propongono lo strumentario connesso alla produzione del burro, del formaggio e della ricotta: le ampie bacinelle in cui viene fatta affiorare la panna, le zangole (a stantuffo, a manovella, a culla, a botte) che permettono di trasformare la panna in burro, la caldaia in cui si scalda il latte per ottenere il formaggio, il caglio, il termometro caseario e vari frangicagliata. Infine, si incontra un piccolo locale in cui sono conservate diverse fascere e stampi da burro.
Presso la caldaia si trova l'òm selvàdech, il mitico abitatore dei boschi che, secondo una leggenda ampiamente diffusa, avrebbe insegnato agli uomini l’arte di ottenere il formaggio dal latte.

#### Apicoltura
La piccola sala pone in successione diverse versioni dell’arnia tradizionale, dal bugno ricavato da un tronco d’albero cavo all’alveare a favo mobile. Interessante il raro esemplare di bugno cosiddetto “spaventaorsi”, scolpito in foggia di gentiluomo con cilindro e il bugno con parete in assito che reca un distico latino dalle Georgiche. Tra gli attrezzi, un esemplare di macchina a rulli per i fogli di cera, alcuni affumicatori e un antico esemplare di smielatore a forza centrifuga.

#### Legno
Il legno riveste un ruolo fondamentale nell’economia e nelle attività quotidiane delle comunità alpine tradizionali.

La sezione ha inizio da una piccola sala contenente manufatti lignei di epoca preistorica, fra cui alcuni resti delle palafitte di Ledro, e una barca rinvenuta sul fondo del lago di Lavarone.

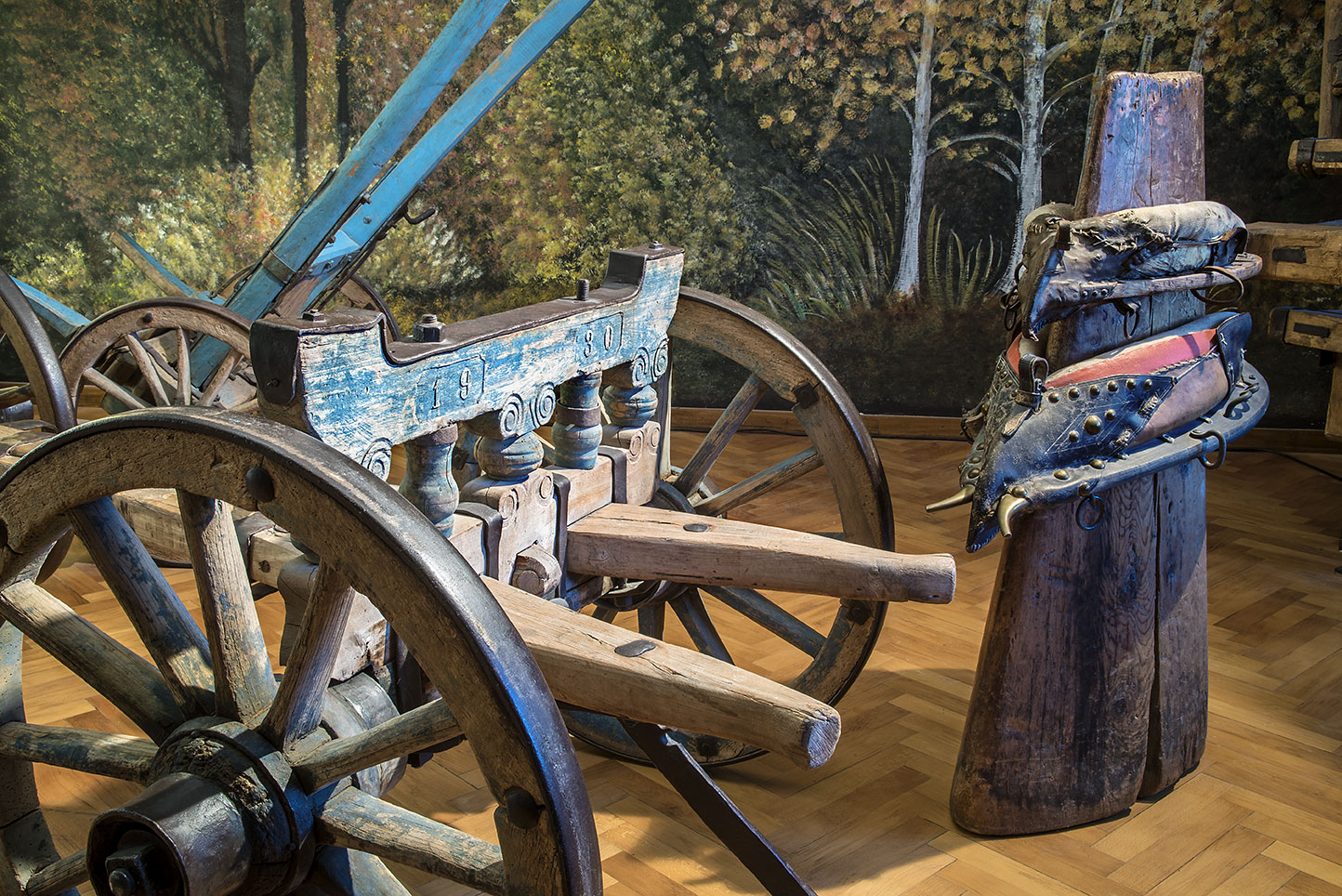
Particolare della sala Trasporti

La seconda sala presenta l’attrezzatura essenziale impiegata nel lavoro del boschi: dagli strumenti per le operazioni preliminari (il cavalletto dendrometrico per le misurazioni e il martello forestale), agli attrezzi impiegati per l’abbattimento (scuri e cunei, segoni) e il trasporto del legname (zappini e biette).
Il trasporto dei tronchi, raggiunta una via carrabile, ma anche del fieno, della legna e di diversi altri materiali, avveniva mediante l’impiego di slitte e di carri a due o quattro ruote e del caratteristico bròz, uno speciale avantreno con tiro semplice o doppio.
Il fulcro della filiera del legno è rappresentato dalla segheria veneziana, la grande installazione idraulica per la riduzione dei tronchi in assame da opera. La segheria ricostruita in sala proviene da Rumo e raggiunge quasi i dieci metri di lunghezza: il Trentino contava un tempo 300 di questi impianti, collocati lungo i corsi d’acqua.
La visita prosegue nelle sale dedicate all’arte del legno in tutte le sue specificazioni: dagli attrezzi del falegname, agli strumenti del carpentiere, del carraio, del tornitore. Due vetrine sono dedicate alla produzione delle fruste in legno di bagolaro sviluppatasi a Taio in Val di Non nell’Ottocento. La sezione si chiude con una serie di esempi di arte dell’intaglio.

#### Calzolaio e zoccolaio
In un antico bovindo sono esposti gli strumenti di lavoro del calzolaio, dalle forme agli attrezzi di montaggio e rifinitura della scarpa. Per lo zoccolaio troviamo le fasi di lavorazione della suola in legno e i vari utensili necessari con i rinforzi in ferro per la ferratura e chiodatura delle suole. Al centro la cassetta del calzolaio ambulante.

#### Stuae usi nuziali

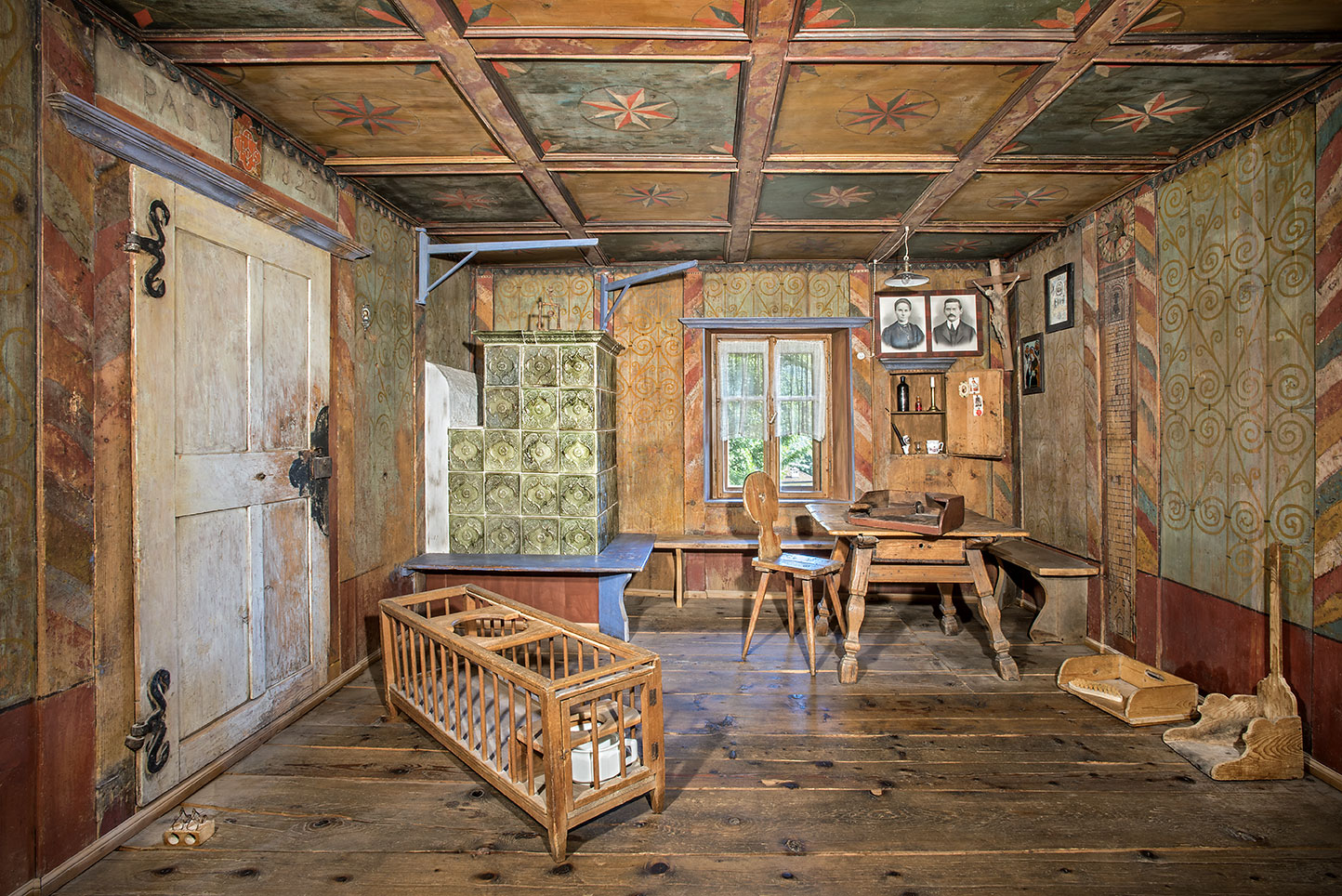
Sala della Stua

Due sale ricreano gli ambienti della casa tradizionale e rappresentano anche le due tipologie decorative del mobile rustico trentino, prevalentemente intagliato (valli occidentali) e prevalentemente dipinto (valli orientali).
La stùa è un ambiente riscaldato dalla stufa e rivestito di pannelli di legno, spesso dipinti, che rendono il locale più caldo e accogliente. La stua ricostruita in sala, risalente al 1823, proviene dalla Valfloriana.
Presso la stua è allestita una stanza da letto arredata con manufatti provenienti dalle valli occidentali del Trentino: un letto, una culla, un cassettone, una vasca da bagno di legno. Nello spazio antistante, si possono seguire i riti nuziali tradizionali, dai regali di fidanzamento (gioielli, tabacchiere, orologi, fazzoletti, rocche) fino al cassone in cui si conserva la dote della sposa.

### Secondo piano

#### Stufe a olle

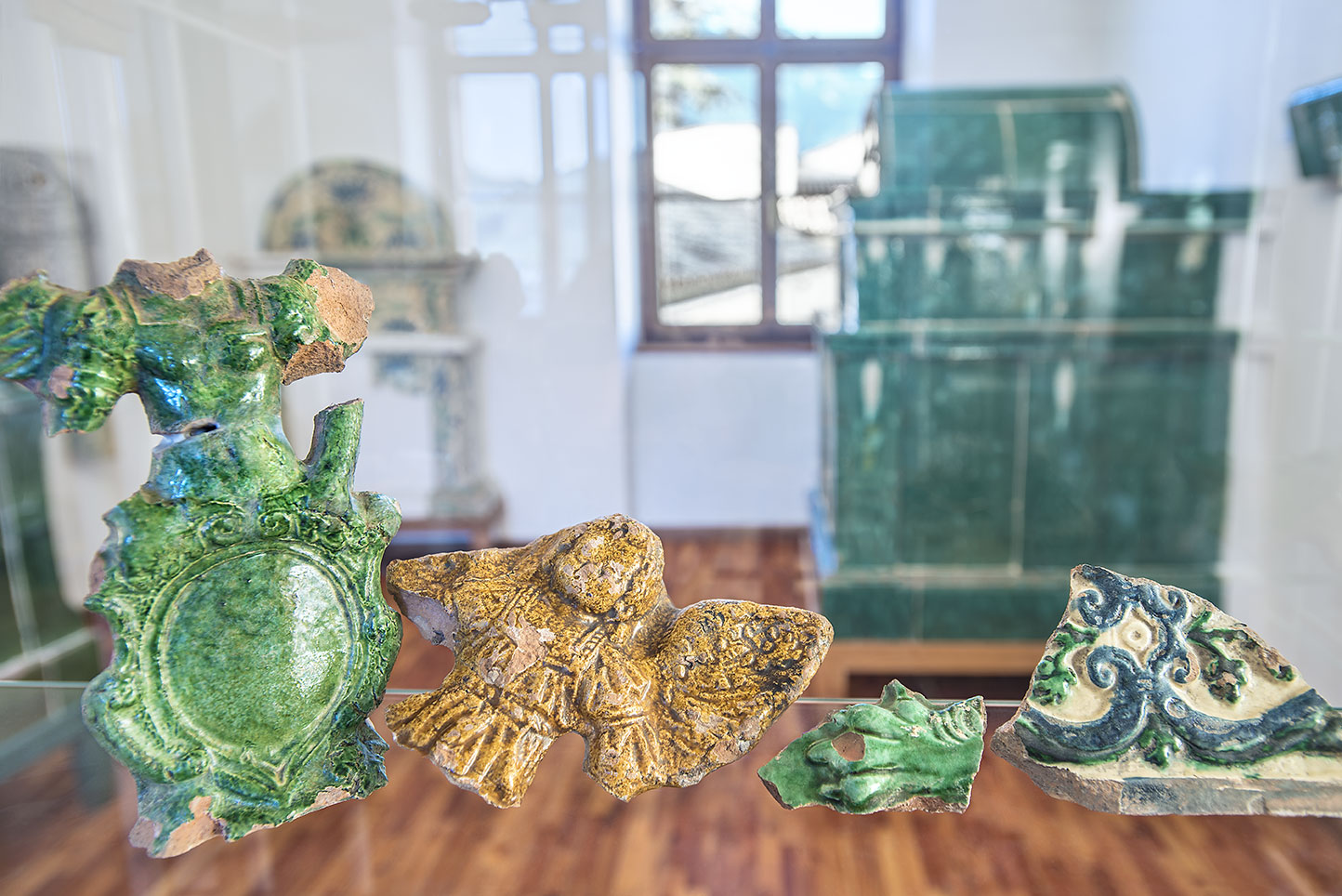
Particolare della sala Stufe a Olle

Il Trentino si situa nella zona di confine tra l’area di diffusione del focolare aperto, di carattere italico, e quella delle grandi stufe ad olle, comuni in tutta l’area mitteleuropea. Nella sala sono conservate sedici stufe, alcune a “muletto” e altre a “torretta”. Non mancano numerose formelle di epoche diverse e una serie di rari stampi per la realizzazione degli elementi decorativi.

#### Ceramiche
Dall’artigianato delle stufe si passa alla lavorazione artigianale delle ceramica di uso domestico, realizzate modellando panetti di argilla con il tornio da vasaio, collocato al centro della sala. Tutt’attorno è esposta una raccolta di recipienti in terracotta per la conservazione e la cottura dei cibi.

### Terzo piano

#### Riti dell'anno

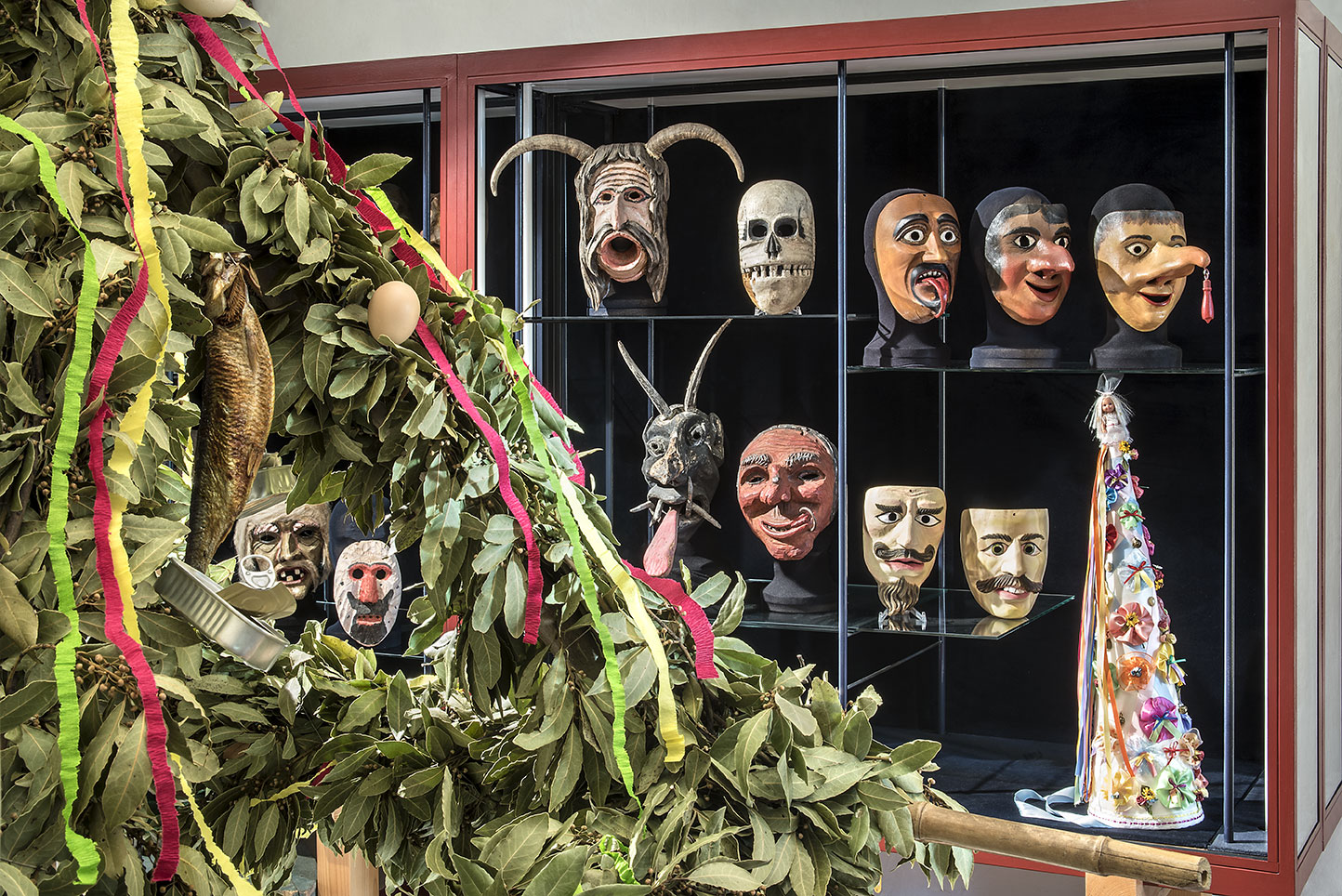
Particolare della sala Riti dell'anno

Lungo il perimetro della sala si svolge il corteo dei riti invernali da San Martino fino al carnevale e al trato marzo, quindi una collezione di maschere di carnevale; nel mezzo, una ricostruzione del rogo del Carnevàl di Valda. Nella sala adiacente, accanto a un cinema d’antan che propone filmati realizzati nell'ambito del progetto Carnival King of Europe, sono collocati gli oggetti connessi alla coscrizione e ai riti popolari della settimana santa.

#### La banda
Le bande musicali vantano nel Trentino una tradizione importante, animata e sostenuta dallo spirito dell’associazionismo paesano e cittadino. La tradizione risale alla prima metà dell’Ottocento, ma ancor oggi, nel Trentino, sono attivi più di ottanta corpi bandistici. La sala rappresenta la disposizione degli strumenti secondo un ideale piano armonico. In vetrina vi è un’importante collezione di armoniche e di armonium, uno strumento che proprio in Trentino, grazie alle fabbriche Galvan, Dallapè e Giuliani, ebbe una sua storia e sviluppo particolarissimi.

#### Devozione popolare
Questa sezione interpreta il fenomeno religioso soprattutto per la sua capacità di produrre ed evocare immagini, un orizzonte iconografico che dalle grandi visioni dell’arte sacra discende fino alla dimensione domestica più intima della casa contadina. Si trovano esposte acquasantiere, rosari, dipinti, statuine, santini e immaginette devozionali, reliquiari e crocefissi, ex-voto.
Nella sala si ricorda anche l’importanza della stampa a carattere religioso, realizzata in particolare presso la stamperia Remondini di Bassano, la quale si serviva degli ambulanti del Tesino per diffondere i propri prodotti in tutta Europa.

#### Caccia
Nell’universo rurale trentino, la caccia si presenta sotto due aspetti diversi: come difesa dello spazio agrario contro gli animali nocivi, e talora come modesta integrazione alimentare, oppure come attività ludica e ricreativa. Tenendo conto di questa distinzione, da una parte la sala espone gli arnesi del trappolaggio: dal laccio all’archetto, dai bastoni invischiati alle reti, alle trappole a schiaccia e alle tagliole. Si passa quindi alla cosiddetta ‘caccia sportiva’, un tempo riservata ai soli ceti benestanti, volta essenzialmente all’acquisizione del trofeo. È esposta una ricca collezione di antichi fucili da caccia.

### Cantina

#### Viticoltura ed enologia
Il Trentino è conosciuto per la pregevole produzione vitivinicola di alcune valli. Si tratta di una forma specializzata di agricoltura, volta essenzialmente al mercato, che ebbe proprio nell’Istituto agrario di San Michele uno dei principali centri propulsori. Dall’Istituto il Museo ha ereditato la collezione dei vitigni  pregiati autoctoni ed eteroctoni (1930 ca.) e la raccolta dei frontali di botte dedicati ai primi direttori.

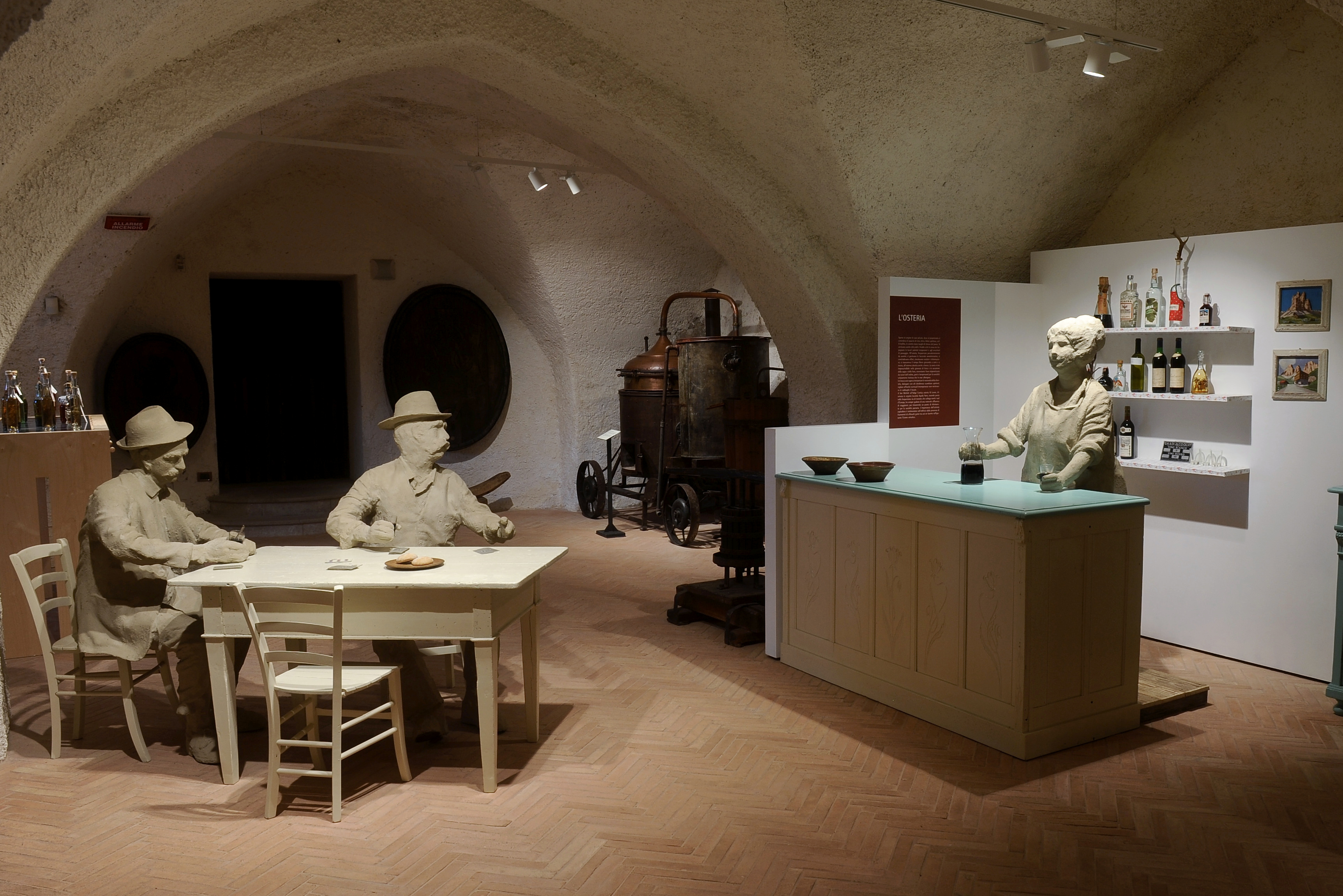
Osteria in sala Enologia

Il percorso segue la successione dei lavori del vigneto: dagli strumenti per la cura della vigna (forbici per potatura, tirafili, irroratrici, solforatrici), alla vendemmia (potatoi, bigonce, ammostatoi e carro vendemmiale). Importanti sono il torchio monumentale, a trave pressante, risalente al 1743 e conservato al centro della sala, e i più piccoli torchi a vite. Completa la collezione un tino e alcuni attrezzi (raffio, imbottatoi, secchi per travasi) per la prima lavorazione e fermentazione del vino.
L’esposizione continua nella sala adibita a cantina, quasi certamente fin dalla fondazione del monastero. Vi sono esposti gli strumenti utilizzati dal bottaio (pialle, cavalletti, caprugginatoi, graffietti, coltelli da petto, compasso e trivelle) per la costruzione di barili, botti, secchi ed altri contenitori a doghe. Al centro della sala si trova la ricostruzione di una tipica osteria con una collezione di bicchieri, bottiglie e fiaschi da vino. Oltre gli avventori impegnati in un'interminabile partita a carte, si trovano gli apparecchi per la distillazione delle vinacce, tra cui un grande alambicco locomobile.
Chiude la sezione la càneva, locale ricavato nel seminterrato o al pianterreno, spesso caratterizzato da volta a botte e pavimento in terra battuta, nel quale si tengono al fresco le riserve di vino e le provviste alimentari: speck, lucaniche e insaccati, patate, mele, vino e formaggi.

### Giardino

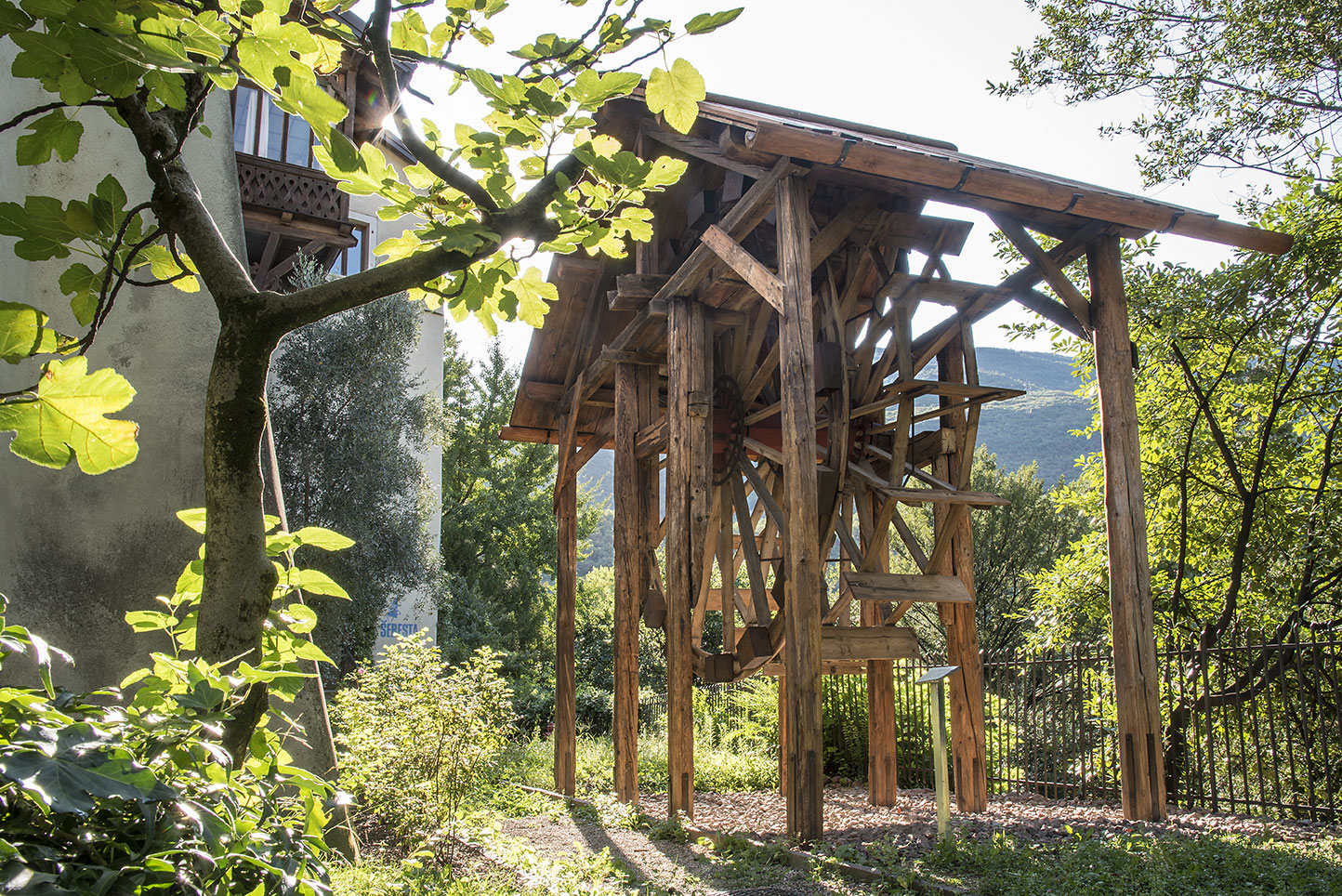
Noria

Nel giardino che circonda il castello dal lato sud-ovest sono conservate un travaglio e una noria idraulica proveniente da Mestriago, circondati da gelsi e piante tradizionalmente importanti nella cultura tradizionale.

### Sale Šebesta
Giuseppe Šebesta giunge all’etnografia in seguito a un’esperienza concreta di lavoro in cui l’idea trova realizzazione attraverso un’abile manualità: film e fiabe, quadri e grandi graffiti, romanzi e saggi, vignette e pupi animati, un’ecletticità di fondo di cui si è voluto conservare con due sale di carattere permanente dedicate all’opera del fondatore.

### Grotta di San Michele
In un'antica cripta scavata nella roccia sotto il Museo si trova la piccola sala dedicata a San Michele Arcangelo, alla sua simbologia e iconografia diffusa in tutta Europa. Secondo gli storici delle religioni San Michele risulta essere la versione cristiana di Eracle, simbolo della lotta contro le forze nemiche della natura. Questo museo, come altri in Italia attinenti al mondo rurale e all’agricoltura, sorge in un luogo dedicato a San Michele Arcangelo, il cui nome porta con sé il significato di territorio soggetto a bonifica e dedito all’agricoltura.

## Ricerca

### Carnival King of Europe
Il Carnival King of Europe è un progetto di ricerca patrocinato dal Programma «Cultura» dell'Unione europea, con lo scopo di "portare alla luce le importanti somiglianze che si possono osservare tra aspetti specifici dei Carnevali e dei riti di fertilità invernali in diverse aree dell'Europa".
Partito nel 2007, dal 2013 è autofinanziato dal METS - Museo etnografico trentino San Michele. Coinvolge musei ed istituti etnografici di vari paesi europei. 
In una prima fase (2007-2009) hanno aderito Francia, Italia, Croazia, Macedonia e Bulgaria; in una seconda (2010-2012) Spagna (Paesi Baschi), Polonia, Slovenia e Romania, mentre si è registrata la defezione della Francia; in una terza (2013-in corso), coordinata dal Museo, ha coinvolto Belgio (Vallonia), Svizzera (Canton Appenzello Esterno), Austria (Tirolo, Salisburghese, Carinzia e Stiria) e Grecia (Macedonia).
Il 15 maggio 2017, il progetto ha ricevuto in Finlandia il Premio del patrimonio culturale dell'Unione europea assegnato da Europa Nostra.

### Le scritte dei pastori in val di Fiemme

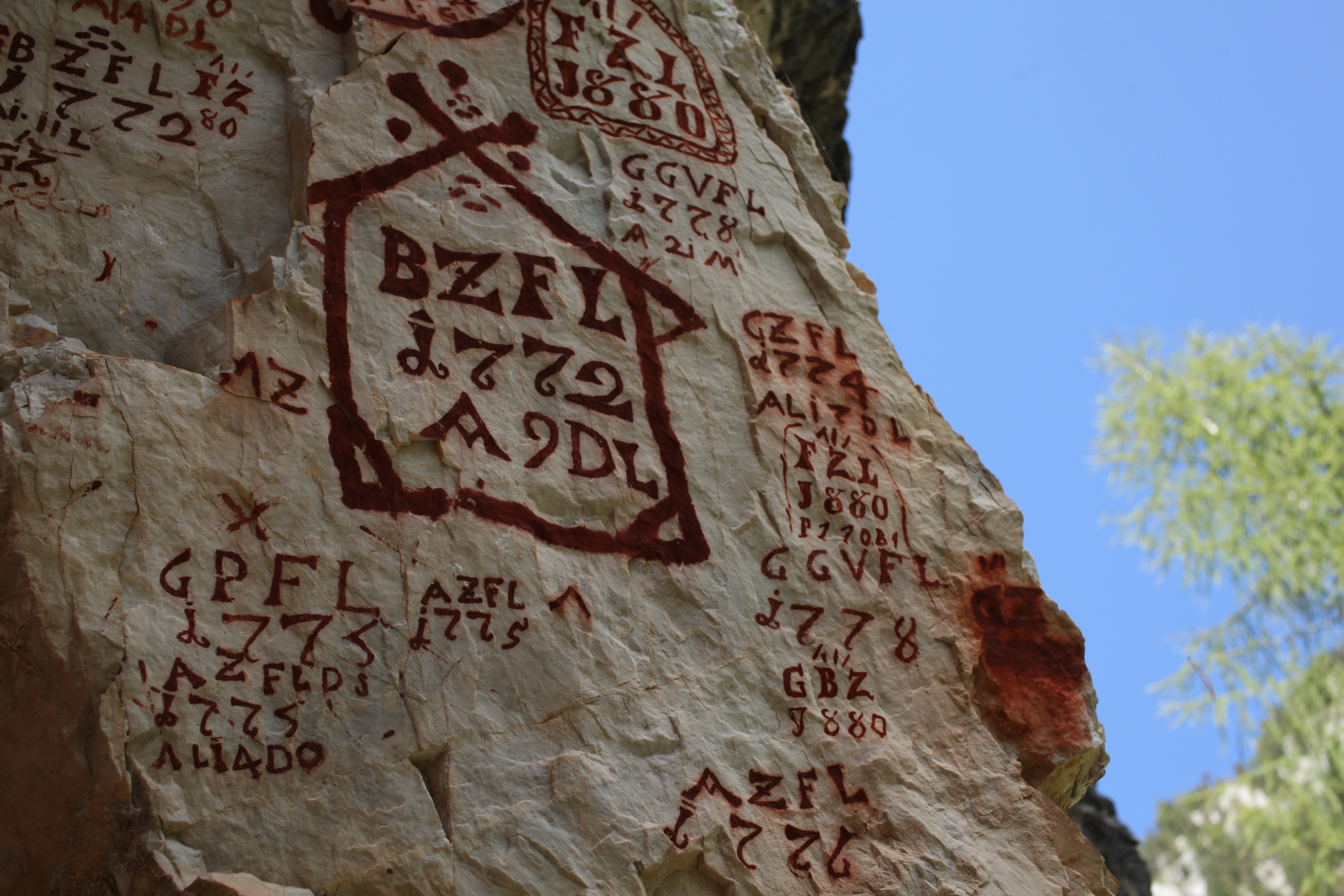
Parete istoriata

La pratica plurisecolare della pastorizia in valle di Fiemme, in particolare sul monte Cornon, ha lasciato migliaia di scritte, realizzate dai pastori con un’ocra rossa reperita nelle miniere della zona. Le scritte raffigurano iniziali, sigle, date, nomi, simboli, conteggi del bestiame, figure di uomini, di animali, immagini sacre, messaggi di saluto e brevi annotazioni diaristiche. In totale sono state rilevate 2730 pareti con almeno un'iscrizione e catalogate 47700 scritte. L'attività scrittoria desumibile dalle scritte si colloca dal punto di vista cronologico tra la seconda metà del Quattrocento e la prima metà del secolo scorso, ovvero fino al tramonto della società tradizionale.
Le scritte dei pastori sono state oggetto di una ricerca etnoarcheologica condotta dal METS - Museo etnografico trentino San Michele, iniziata nel 2006 e ancora in corso. Obiettivi la ricognizione e il rilievo delle scritte pastorali e delle strutture armentizie, e la conduzione d’interviste agli ultimi pastori della valle, al fine di analizzare gli esiti materiali dell’attività pastorale negli ultimi 300 anni in valle di Fiemme. Le scritte individuate durante i sopralluoghi di ricerca sono state inserite in un database e su una piattaforma GIS e sono attualmente in fase di elaborazione. Sulla base delle informazioni ottenute, sono stati individuati due ripari sottoroccia nei quali sono state effettuate delle indagini archeologiche per sondare la cronologia dei depositi. A lato, è stato indagato scientificamente anche la composizione del colore delle scritte.

## Eventi

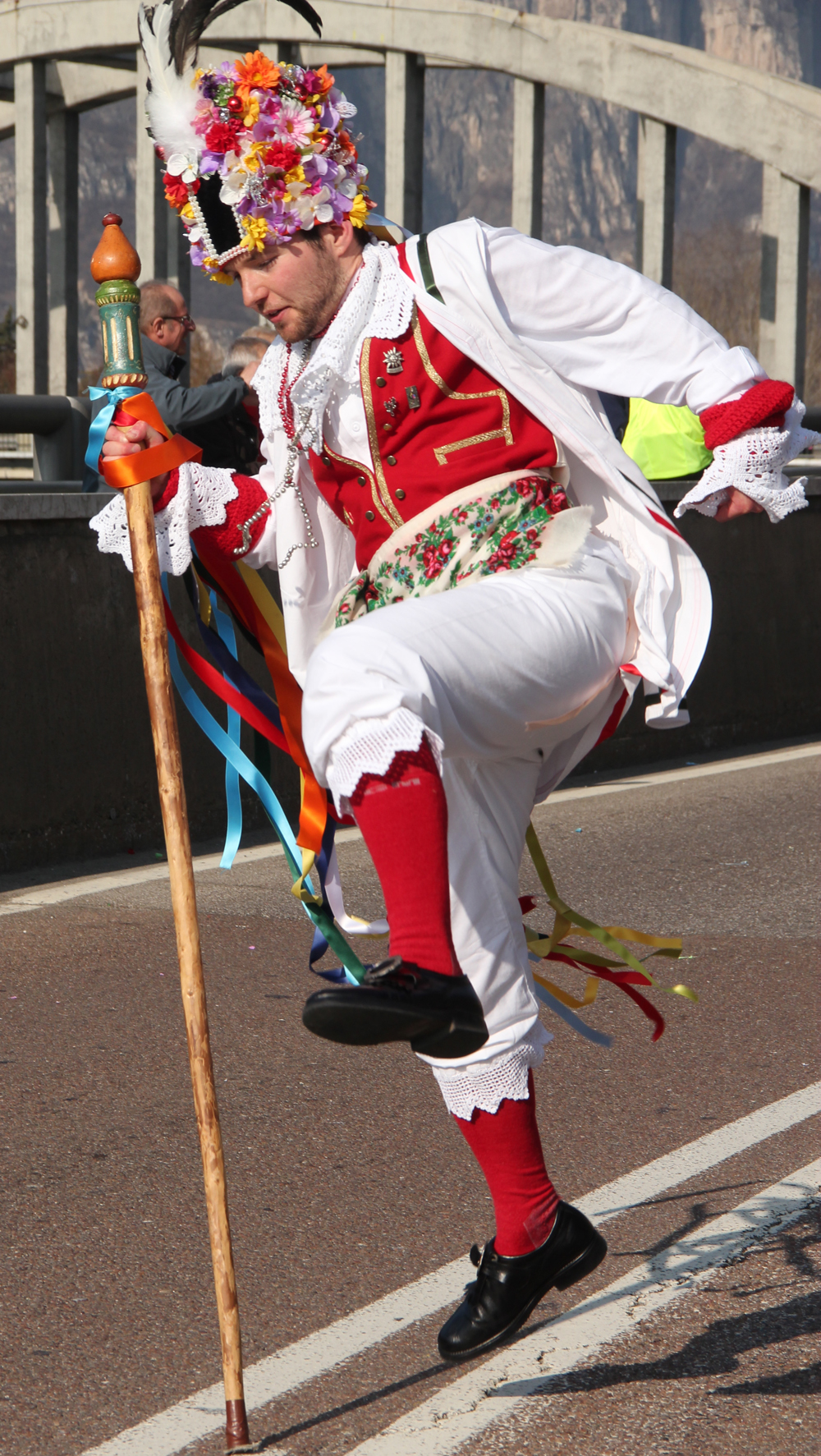
Gran Carnevale Alpino

Gran carnevale alpino di San Michele all’Adige – due domeniche prima di martedì grasso
Il Gran carnevale alpino di San Michele all’Adige permette di riscoprire le radici di questo antichissimo rito invernale. Grazie alla ricerca etnologica che il Museo svolge in tutta Europa, ogni anno sono chiamati a partecipare alla sfilata del paese vari gruppi mascherati dalle valli più remote dell’arco alpino e non solo, in un contesto in cui l’allegria carnevalesca si mescola e si fonde liberamente con la curiosità antropologica.
Festival dell'etnografia del Trentino – seconda metà di aprile
Presso il complesso monumentale di San Michele all’Adige, a cura del METS - Museo etnografico trentino San Michele e di Etnografia trentina in rete, ogni anno le proposte culturali degli ecomusei e dei musei territoriali del Trentino confluiscono nella grande festa di primavera dedicata al territorio, agli operatori del settore, alle comunità locali, alle famiglie.
Due giornate di musica, balli folk, cori, teatro dei burattini, racconti, documentari, giochi, laboratori, attività artigiane, colture tradizionali negli incontri con gli esperti, presentazioni dei prodotti del territorio.
Un salto… tra i giochi di una volta – secondo sabato di maggio
Un intero pomeriggio dedicato alle famiglie e all’insegna dei giochi di un tempo, con giochi da cortile in cui cimentarsi, giocattoli da costruire nei laboratori didattici e prelibatezze tipiche da degustare.
Le notti di San Michele. Festival dei burattini in musica – fine settembre
Alcune serate di fine settembre sono dedicate al teatro di figura, con spettacoli di burattini, marionette e pupi, con la regia artistica di Luciano Gottardi.